# Ciutești
Ciutești è un comune della Moldavia situato nel distretto di Nisporeni di 1.850 abitanti al censimento del 2004

## Località
Il comune è formato dall'insieme delle seguenti località (popolazione 2004):
- Ciutești (1.495 abitanti)
- Valea Nîrnovei (355 abitanti)